# Rond d'Argenton
Pour les articles homonymes, voir Argenton.
Le rond d'Argenton est une danse en cercle où les danseurs s'accompagnent eux-mêmes en chantant. Il tire son nom de la ville d'Argenton-sur-Creuse, dans le sud du Berry (département de l'Indre). Il y était pratiqué et de nombreux chants y ont été collectés au début du XXe siècle.

## Histoire
La région d'Argenton était le dernier lieu où cette danse était encore pratiquée dans les années 1910. De nombreux chants permettant de le danser ont en effet été collectés pendant ces années par les instituteurs Émile Barbillat et Laurian Touraine. Le résultat de leur travail a d'abord été édité en 1912, puis complété avec cinq volumes parus en 1930 et 1931, Chansons populaires dans le Bas-Berry.
Le rond d'Argenton a fait l'objet d'une transmission orale jusqu'au milieu du XXe siècle. Il n'y a pas de traces qui indiquent le début et la plus grande étendue de sa pratique. De ce fait, il est impossible de dire si le rond d'Argenton a été inventé à Argenton.

## dénomination
Barbillat et Touraine sont les premiers à nommer les rondes de type C1C1 C2 RR qu'ils collectent dans tout le département de l'Indre et en plus grand nombre dans la région d'Argenton "ronde argentonnaise".

## Pas
Le cercle mêle hommes et femmes qui se tiennent par la main. Le pied gauche avance pour faire un pas de bourrée puis recule et avance à nouveau. À ce mouvement en avant puis en arrière s'ajoute un décalage vers la gauche. Le cercle tourne donc dans le sens horaire.

### Variante
Alternance des pieds droit gauche droit gauche. Le pied droit passe alternativement par-dessus le pied gauche en sautant légèrement, et derrière le pied gauche. Entre les deux, le pied gauche avance un peu vers la gauche.

## Forme du chant
Un danseur prend l'initiative de commencer le chant, tandis que le reste des danseurs répète en chœur. Couplets et refrain alternent. Avant le refrain, le couplet suivant est chanté par le soliste sans être repris par le chœur. Cette simple annonce, en plus d'un effet de tuilage, a une fonction d'aide-mémoire. Elle laisse aux danseurs le temps de mieux comprendre et pouvoir répéter des paroles qu'ils ne connaissaient pas encore nécessairement.
Selon le Barbillat-Touraine, c'est le chœur qui est à l'initiative du rappel du refrain. Au contraire, dans la pratique des années 1970 jusqu'aux années 2020, le ou la soliste est à l’initiative à la fois du 1er motif, du second motif et du refrain. On peut lire en effet »Dans les rondes, le 1er motif est chanté par un soliste et répété par le chœur qui repart sans attendre que la dernière note soit achevée. Le soliste fait le 2ème motif, le chœur la ritournelle qui est ensuite reprise successivement par le soliste et le chœur. Cette indication s'applique à toutes les rondes argentonnaises contenues dans le présent ouvrage.»
Si on nomme C1, C2... Cn la suite des n couplets, si R note le refrain, la structure d'un rond d'Argenton est de la forme :
- C1 C1 C2 R R
- C2 C2 C3 R R
- C3 C3 C4 R R
- Cn-1 Cn-1 Cn R R R R

On note que le premier couplet n'est pas annoncé à la différence des autres. On note également que le dernier couplet n'est pas repris par le chœur. Généralement la reprise du refrain signale la fin de la chanson.